# Carol Padilla
Carol Bealexis Padilla Reyes de Arretureta (Caracas, Venezuela) 19 de febrero de 1972) es una jueza venezolana que dictó la orden de captura contra los diputados Julio Borges y Juan Requesens y que firmó la orden de allanamiento contra Roberto Marrero, jefe de despacho del presidente interino Juan Guaidó. En 2019 Carol fue sancionada por la Oficina de Control de Activos Extranjeros (OFAC) del Departamento del Tesoro de Estados Unidos.

## Carrera
Padilla se desempeña actualmente como jueza 20 de control de Caracas y trabaja en la dirección ejecutiva de la magistratura desde 1990. En 2002 representó a una de las «víctimas» de los Sucesos de Puente Llaguno al interponer una demanda que determinaba si había méritos para enjuiciar a Franklin Arrieche, Blanca Rosa Mármol de León y Hadel Mostafá Paolini, magistrados del Tribunal Supremo de Justicia, bajo el cargo de «complot político». En esa ocasión sugirieron al entonces presidente del Tribunal Supremo, Iván Rincón, que renunciara a su cargo para garantizar una continuidad del máximo juzgado ante el «golpe de Estado». Carol fue apoderada judicial de Yonny Bolívar en 2005, cuyo proceso en su contra era por secuestro, ocultamiento de armas de fuego, usurpación de título militar y obtención de pasaporte con falsedad ideológica. Yonny Bolívar es el responsable del homicidio de la periodista Adriana Urquiola durante las protestas de 2014.
Carol dictó la orden de captura contra los diputados Julio Borges y Juan Requesens y que firmó la orden de allanamiento contra Roberto Marrero, jefe de despacho del presidente interino Juan Guaidó. Padilla también estuvo involucrada en el caso del concejal Fernando Albán y ordenó la detención de Luis Sánchez Rangel, auxiliar del fiscal Pedro Lupera; ambos eran responsables de la investigación del caso Odebrecht en Venezuela. Junto a los fiscales Farik Mora y Dinorah Bustamante, ha sido señalada en numerosos casos caracterizados de dudoso proceder político. Según Julio Borges, Padilla es mano derecha del presidente de la Asamblea Nacional Constituyente, Diosdado Cabello.

## Irregularidades y sanciones
Padilla estuvo implicada en la falsificación de documento público que propició una investigación penal y razón por la que fue detenida preventivamente. Padilla admitió ser la autora de la falsificación de una comunicación que debía ser emanada del Instituto de Previsión Social del Abogado en la que se certificaba que Yohan Arretureta Guevara, acusado de extorsión, era abogado, hecho que era falso. En 2019 Carol fue sancionada por la Oficina de Control de Activos Extranjeros (OFAC) del Departamento del Tesoro de Estados Unidos.